# OCBC Centre
OCBC Centre es un rascacielos de 197,7 m (648,6 pies) y 52 plantas situado en Singapur. Sirviendo como la sede de OCBC Bank, el edificio fue completado en 1976 y fue el edificio más alto del país, y el Sudeste Asiático, en aquel tiempo. Hay dos extensiones del edificio, OCBC Centre South y OCBC Centre East, así como un Club Ejecutivo en una de las plantas más altas del edificio. OCBC Centre East tiene puntos de venta de comida y bebida. 

## Historia
OCBC Centre fue el resultado de la segunda Venta de Lugares del Departamento de Renovación Urbana de la Junta de Vivienda y Desarrollo en 1968. El edificio fue diseñado por I. M. Pei & Partners (ahora Pei Cobb Freed & Partners) junro con el actual extinto BEP Akitek (Pte) Singapur y la construcción comenzó en 1975. La construcción duró solo dos años debido a un sistema de tres niveles. El edificio fue completado el 26 de noviembre de 1976 y se convirtió en el edificio más alto del Sudeste Asiático. Una escultura de bronce diseñada por Tan Teng Kee se situaba en el edificio hasta 1983, cuando fue trasladada al ahora extinto Bras Basah Park. Una escultura de una figura reclinada de Henry Moore la ha sustituido y se construyeron una nueva plaza y una piscina reflectante fuera de la entrada principal del edificio. OCBC Centre ha atravesado varias modernizaciones y OCBC Centre East y South fueron construidos posteriormente.

## Arquitectura
Está diseñado para ser un símbolo de fuerza y permanencia, y su estructura consiste en dos núcleos semicirculares de hormigón armado, así como tres vigas laterales que ayudaron a hacer la construcción más rápida. El edificio está dividido en tres secciones debido a que las vigas de acero fueron construidas fuera del lugar y se pusieron en posición. Cada sección consiste en plantas que sobresalen 6 metros de cada columna, con vigas de transferencia de cargas abarcando a cada extremo que asume secciones en caja del hormigón pretensado. Se instalaron modelos de celosía de acero reforzados por acero y hormigón en las plantas 20 y 35 del edificio. El edificio ha sido apodado «la calculadora» debido a su forma plana y ventanas que parecen teclas.

## Más información
- Wong Yunn Chi. Singapore 1:1 City. Urban Redevelopment Authority. ISBN 981-05-4467-7.
- Norman Edwards; Peter Keys. Singapore: A Guide To Buildings, Streets, Places. Times Books International. ISBN 981-204-781-6.